# MaXi (serie animata)
MaXi è una serie d'animazione del 2017 dallo studio ITV Studios e trasmessa su TFO.